# Nigel Horton
Pour les articles homonymes, voir Horton.
Nigel Edgar Horton, né le 13 avril 1948 à Birmingham (Angleterre), est un ancien joueur de rugby à XV, qui a joué avec l'équipe d'Angleterre de 1969 à 1980 évoluant au poste de deuxième ligne. Il a également été international anglais en waterpolo.

## Biographie
En 1980, il quitte l'Angleterre, jouant et entraînant en France, à Saint-Claude (Jura), jusqu'en 1985 puis à l'US Bressane la saison suivante.

## Carrière

### En club
- 1969-1977 : Moseley
- 1977-1978 : Stade toulousain
- 1980-1985 : FC Saint-Claude (joueur + entraîneur).
- 1985-1986 : US Bressane

### En équipe nationale
Il obtint sa première cape internationale lors d'un match du Tournoi des Cinq Nations, le 8 février 1969, à Dublin contre l'Irlande ( 17-15 ).
La dernière de ses 20 sélections fut également contre l'Irlande, et toujours dans le cadre du Tournoi des Cinq Nations, mais à Twickenham, à Londres cette fois, le 19 janvier 1980 ( 24-9 ).

## Palmarès
- 20 sélections avec l'équipe d'Angleterre.
- Sélections par année : 4 en 1969, 3 en 1971, 1 en 1974, 1 en 1975, 4 en 1977, 2 en 1978, 4 en 1979, 1 en 1980.
- Tournois des Cinq Nations disputés : 1969, 1971, 1974, 1975, 1977, 1978, 1979, 1980.

- Vainqueur du tournoi 1980 (Grand Chelem).